# Joaquín Gaztambide
Joaquín Romualdo Gaztambide y Garbayo (ur. 7 lutego 1822 w Tudeli, zm. 18 marca 1870 w Madrycie) – hiszpański kompozytor.

## Życiorys
Osierocony w dzieciństwie, został uczniem Pablo Rubli. Był chórzystą katedry w Tudeli. W 1834 roku podjął studia w Pampelunie u Juana Maríi Guelbenzu i Mariano Garcíi, następnie od 1842 do 1845 roku kształcił się w konserwatorium w Madrycie u Pedro Albéniza (fortepian) i Ramóna Carnicera (kompozycja). Początkowo występował w trio pianistycznym, w 1845 roku został dyrygentem chóru Teatro de Santa Cruz. W 1846 roku wyjechał do Paryża, po powrocie do Madrytu w 1848 roku objął funkcję dyrygenta Teatro Español. Od 1862 roku prowadził koncerty towarzystwa koncertowego konserwatorium madryckiego. W latach 1869–1870 wraz z założonym przez siebie zespołem operowym koncertował na Kubie i w Meksyku.
Należał do grona hiszpańskich kompozytorów 2. połowy XIX wieku, którzy głosili hasła narodowe i przeciwstawiali dominującej wówczas operze włoskiej rodzimy gatunek – zarzuelę. Skomponował 44 zarzuele, m.in. Catalina (wyst. Madryt 1854), Los Magyares (wyst. Madryt 1857), El juramento (wyst. Madryt 1858) i La conquista Madrid (wyst. Madryt 1863).